# Views in Calcutta, India
Views in Calcutta, India è un cortometraggio muto del 1912. Non si conosce il nome del regista del documentario.

## Produzione
Il film, un documentario girato a Calcutta, nel Bengala Occidentale - fu prodotto dalla Edison Company.

## Distribuzione
Distribuito dalla General Film Company, il film - un cortometraggio in una bobina - uscì nelle sale cinematografiche degli Stati Uniti il 31 maggio 1912.